# Премія «Золотий глобус» за найкращу жіночу роль мінісеріалу або телефільму
Премія «Золотий глобус» за найкращу жіночу роль у мінісеріалі або телефільмі вручається Голлівудською асоціацією іноземної преси щорічно з 1982 року. Першу премію в цій категорії на 39-тій церемонії отримала Джейн Сеймур за мінісеріал 1981 року «Схід Едема». До цього існувала спільна категорія для телесеріалів «Премія „Золотий глобус“ за найкращу жіночу роль серіалу — драма».
Нижче наведено повний список переможниць і номінанток.
Імена переможниць виділені окремим кольором.

## 1990—1999
| Рік  | Премія | Світлини переможниць                                                                            | Переможниці та номінантки                                              |
| ---- | ------ | ----------------------------------------------------------------------------------------------- | ---------------------------------------------------------------------- |
| 1990 | 47-ма  |                                                                                                 | • Крістін Лахті — «Бездомні» за роль Зен Купер                         |
| 1990 | 47-ма  | • Фарра Фосетт — «Малі жертви» за роль Даян Даунс                                               |                                                                        |
| 1990 | 47-ма  | • Голлі Гантер — «Ро проти Вейда» за роль Еллен Расселл / Джейн Ро                              |                                                                        |
| 1990 | 47-ма  | • Джейн Сеймур — «Війна і спогад» за роль Наталі Генрі                                          |                                                                        |
| 1990 | 47-ма  | • Лоретта Янґ — «Леді в куті» за роль Грейс Гатрі                                               |                                                                        |
| 1991 | 48-ма  |                                                                                                 | • Барбара Герші — «Вбивство у маленькому місті» за роль Кенді Моррісон |
| 1991 | 48-ма  | • Аннетт О'Тул — «Кеннеді з Массачусетсу» за роль Роуз Кеннеді                                  |                                                                        |
| 1991 | 48-ма  | • Сюзанн Плешетт — «Леона Гелмслі: Цариця скупості» за роль Леони Гелмслі                       |                                                                        |
| 1991 | 48-ма  | • Леслі Енн Воррен — «Сім’я шпигунів» за роль Барбари Вокер                                     |                                                                        |
| 1991 | 48-ма  | • Стефані Цимбаліст — «Керолайн?» за роль Керолайн                                              |                                                                        |
| 1992 | 49-та  |                                                                                                 | • Джуді Девіс — «Один проти вітру» за роль Мері Лінделл                |
| 1992 | 49-та  | • Гленн Клоуз — «Сара, висока і проста жінка» за роль Сари Вітон                                |                                                                        |
| 1992 | 49-та  | • Саллі Кіркленд — «Дім привидів» за роль Джанет Смерл                                          |                                                                        |
| 1992 | 49-та  | • Джессіка Тенді — «Леді казка» за роль Грейс Макквін                                           |                                                                        |
| 1992 | 49-та  | • Лінн Вітфілд — «Історія Жозефіни Бейкер» за роль Жозефіни Бейкер                              |                                                                        |
| 1993 | 50-та  |                                                                                                 | • Лора Дерн — «Форсаж» за роль Джанет Гардювел                         |
| 1993 | 50-та  | • Дрю Беррімор — «Без тями від зброї» за роль Аніти Мінтер                                      |                                                                        |
| 1993 | 50-та  | • Кетрін Гепберн — «Чоловік поверхом вище» за роль Вікторії Браун                               |                                                                        |
| 1993 | 50-та  | • Джессіка Ленґ — «О, піонери!» за роль Александри Бергсон                                      |                                                                        |
| 1993 | 50-та  | • Кіра Седжвік — «Міс Роуз Вайт» за роль Рейзель Вайс / Роуз Вайт                               |                                                                        |
| 1994 | 51-ша  |                                                                                                 | • Бетт Мідлер — «Циганка» за роль Роуз Говік                           |
| 1994 | 51-ша  | • Гелена Бонем Картер — «Фатальна брехня: Місіс Лі Гарві Освальд» за роль Марини Освальд-Портер |                                                                        |
| 1994 | 51-ша  | • Фей Данавей — «Коломбо» за роль Лорен Стетон                                                  |                                                                        |
| 1994 | 51-ша  | • Голлі Гантер — «Вбивця предводителя» за роль Ванди Голловей                                   |                                                                        |
| 1994 | 51-ша  | • Анжеліка Г'юстон — «Театр спогадів» за роль Лейні Еберлін                                     |                                                                        |
| 1995 | 52-га  |                                                                                                 | • Джоан Вудворд — «Уроки дихання» за роль Меггі Моран                  |
| 1995 | 52-га  | • Кірсті Еллі — «Мати Девіда» за роль Саллі Гудсон                                              |                                                                        |
| 1995 | 52-га  | • Ірен Бедард — «Жінка племені лакота» за роль Мері Кров Дог                                    |                                                                        |
| 1995 | 52-га  | • Даян Кітон — «Останній політ Амелії Ергарт» за роль Амелії Ергарт                             |                                                                        |
| 1995 | 52-га  | • Даяна Росс — «З темряви» за роль Полін «Полі» Купер                                           |                                                                        |
| 1996 | 53-тя  |                                                                                                 | • Джессіка Ленґ — «Трамвай „Бажання“» за роль Бланш Дюбуа              |
| 1996 | 53-тя  | • Гленн Клоуз — «Мовчи і служи: Історія Маргарет Каммермеєр» за роль Маргарет Каммермеєр        |                                                                        |
| 1996 | 53-тя  | • Джеймі Лі Кертіс — «Хроніки з життя Гайді» за роль Гайді Голланд                              |                                                                        |
| 1996 | 53-тя  | • Саллі Філд — «Секрет успіху» за роль Бесс Олкотт Стід Гарнер                                  |                                                                        |
| 1996 | 53-тя  | • Лінда Гамільтон — «Материнська молитва» за роль Розмарі Гольмстрем                            |                                                                        |
| 1997 | 54-та  |                                                                                                 | • Гелен Міррен — «Втрачаючи Чейз» за роль Чейз Філліпс                 |
| 1997 | 54-та  | • Ешлі Джад — «Норма Джин і Мерілін» за роль Норми Джин Догерті                                 |                                                                        |
| 1997 | 54-та  | • Демі Мур — «Якби стіни могли говорити» за роль Клер Доннеллі                                  |                                                                        |
| 1997 | 54-та  | • Ізабелла Росселліні — «Злочин століття» за роль Анни Гауптман                                 |                                                                        |
| 1997 | 54-та  | • Міра Сорвіно — «Норма Джин і Мерілін» за роль Мерілін Монро                                   |                                                                        |
| 1998 | 55-та  |                                                                                                 | • Елфрі Вудард — «Діти міс Еверс» за роль Юніс Еверс                   |
| 1998 | 55-та  | • Еллен Баркін — «Розбиті серця» за роль Глорі Марі Джексон                                     |                                                                        |
| 1998 | 55-та  | • Джена Мелоун — «Надія» за роль Лілі Кейт Бернс                                                |                                                                        |
| 1998 | 55-та  | • Ванесса Редґрейв — «Хрещена мати» за роль Грацієлли Лучано                                    |                                                                        |
| 1998 | 55-та  | • Меріл Стріп — «Не нашкодь» за роль Лорі Реймюллер                                             |                                                                        |
| 1999 | 56-та  |                                                                                                 | • Анджеліна Джолі — «Джіа» за роль Джії Каранджі                       |
| 1999 | 56-та  | • Стокард Ченнінґ — «Дитячий танець» за роль Рейчел Лакмен                                      |                                                                        |
| 1999 | 56-та  | • Енн-Маргрет — «Історія Памели Гаррімен» за роль Памели Гаррімен                               |                                                                        |
| 1999 | 56-та  | • Лора Дерн — «Дитячий танець» за роль Ванди Лефов                                              |                                                                        |
| 1999 | 56-та  | • Міранда Річардсон — «Великий Мерлін» за роль королеви Меб                                     |                                                                        |

## 2000—2009
| Рік  | Премія | Світлини переможниць                                                      | Переможниці та номінантки                                                |
| ---- | ------ | ------------------------------------------------------------------------- | ------------------------------------------------------------------------ |
| 2000 | 57-ма  |                                                                           | • Геллі Беррі — «Познайомтесь з Дороті Дандрідж» за роль Дороті Дандрідж |
| 2000 | 57-ма  | • Джуді Девіс — «Деш та Лілі» за роль Ліліан Геллмен                      |                                                                          |
| 2000 | 57-ма  | • Міа Ферроу — «Ніколи не забувай мене» за роль Діани МакГовен            |                                                                          |
| 2000 | 57-ма  | • Гелен Міррен — «Пристрасть Айн Ренд» за роль Айн Ренд                   |                                                                          |
| 2000 | 57-ма  | • Лілі Собескі — «Жанна д'Арк» за роль Жанни д'Арк                        |                                                                          |
| 2001 | 58-ма  |                                                                           | • Джуді Денч — «Остання з білявих красунь» за роль Елізабет Гарман       |
| 2001 | 58-ма  | • Голлі Гантер — «Війна графства Гарлан» за роль Рубі Кінкейд             |                                                                          |
| 2001 | 58-ма  | • Крістін Латі — «Американська донька» за роль Лісси Ден Гагіс            |                                                                          |
| 2001 | 58-ма  | • Френсіс О'Коннор — «Мадам Боварі» за роль Емми Боварі                   |                                                                          |
| 2001 | 58-ма  | • Рейчел Ворд — «На пляжі» за роль Мойри Девідсон                         |                                                                          |
| 2001 | 58-ма  | • Елфрі Вудард — «Голідей Гарт» за роль Ванди Дін                         |                                                                          |
| 2002 | 59-та  |                                                                           | • Джуді Девіс — «Життя з Джуді Гарленд» за роль Джуді Гарленд            |
| 2002 | 59-та  | • Бріджит Фонда — «Після Емі» за роль Лінди Синклер                       |                                                                          |
| 2002 | 59-та  | • Джуліанна Маргуліс — «Тумани Авалона» за роль Моргани                   |                                                                          |
| 2002 | 59-та  | • Лілі Собескі — «Повстання» за роль Тосі Альтман                         |                                                                          |
| 2002 | 59-та  | • Ганна Тейлор Гордон — «Анна Франк: Повна історія» за роль Анни Франк    |                                                                          |
| 2002 | 59-та  | • Емма Томпсон — «Розум» за роль Вів'єн Берінг                            |                                                                          |
| 2003 | 60-та  |                                                                           | • Ума Турман — «Істерична сліпота» за роль Деббі Міллер                  |
| 2003 | 60-та  | • Гелена Бонем Картер — «Прямий ефір з Багдада» за роль Інгрід Форманек   |                                                                          |
| 2003 | 60-та  | • Ширлі Маклейн — «Пекло на підборах: Битва Мері Кей» за роль Мері Кей Еш |                                                                          |
| 2003 | 60-та  | • Гелен Міррен — «Комівояжер» за роль місіс Портер                        |                                                                          |
| 2003 | 60-та  | • Ванесса Редґрейв — «Зародження бурі» за роль Клементини Черчилль        |                                                                          |
| 2004 | 61-ша  |                                                                           | • Меріл Стріп — «Ангели в Америці» за роль Ганни Піт / Етель Розенберг   |
| 2004 | 61-ша  | • Джуді Девіс — «Рейгани» за роль Ненсі Рейган                            |                                                                          |
| 2004 | 61-ша  | • Джессіка Ленґ — «Нормальна» за роль Ірми Епплвуд                        |                                                                          |
| 2004 | 61-ша  | • Гелен Міррен — «Римська весна місіс Стоун» за роль Керен Стоун          |                                                                          |
| 2004 | 61-ша  | • Меггі Сміт — «Мій будинок в Умбрії» за роль Емілі Делаганті             |                                                                          |
| 2005 | 62-га  |                                                                           | • Гленн Клоуз — «Лев узимку» за роль королеви Елеонори                   |
| 2005 | 62-га  | • Блайт Даннер — «Тоді, коли ми були дорослими» за роль Ребекки Голмс     |                                                                          |
| 2005 | 62-га  | • Джуліанна Маргуліс — «Сітка» за роль Мерен Джексон                      |                                                                          |
| 2005 | 62-га  | • Міранда Річардсон — «Загублений принц» за роль королеви Марії           |                                                                          |
| 2005 | 62-га  | • Гіларі Свенк — «Ангели із залізними щелепами» за роль Еліс Пол          |                                                                          |
| 2006 | 63-тя  |                                                                           | • Епата Меркерсон — «Блюзи Лекаванни» за роль Рейчел Кросбі              |
| 2006 | 63-тя  | • Геллі Беррі — «Їхні очі бачили бога» за роль Джені Кроуфорд             |                                                                          |
| 2006 | 63-тя  | • Келлі Макдональд — «Дівчина в кав'ярні» за роль Джини                   |                                                                          |
| 2006 | 63-тя  | • Синтія Ніксон — «Ворм-Спрінгс» за роль Елеонори Рузвельт                |                                                                          |
| 2006 | 63-тя  | • Міра Сорвіно — «Торгівля людьми» за роль Каті Морозової                 |                                                                          |
| 2007 | 64-та  |                                                                           | • Гелен Міррен — «Єлизавета І» за роль королеви Єлизавети I              |
| 2007 | 64-та  | • Джилліан Андерсон — «Холодний будинок» за роль Ганорії Дедлок           |                                                                          |
| 2007 | 64-та  | • Аннетт Бенінг — «Місіс Гарріс» за роль Джин Гарріс                      |                                                                          |
| 2007 | 64-та  | • Гелен Міррен — «Головний підозрюваний» за роль Джейн Теннісон           |                                                                          |
| 2007 | 64-та  | • Софі Оконедо — «Цунамі: Наслідки» за роль С'юзі Картер                  |                                                                          |
| 2008 | 65-та  |                                                                           | • Квін Латіфа — «Підтримка життя» за роль Ани Воллас                     |
| 2008 | 65-та  | • Брайс Даллас Говард — «Так, як ти любиш» за роль Розалінди              |                                                                          |
| 2008 | 65-та  | • Дебра Мессінг — «Перша дружина» за роль Моллі Кейген                    |                                                                          |
| 2008 | 65-та  | • Сісі Спейсек — «Світлини Голліс Вудс» за роль Джозі Кейгілл             |                                                                          |
| 2008 | 65-та  | • Рут Вілсон — «Джейн Ейр» за роль Джейн Ейр                              |                                                                          |
| 2009 | 66-та  |                                                                           | • Лора Лінні — «Джон Адамс» за роль Ебігейль Адамс                       |
| 2009 | 66-та  | • Джуді Денч — «Кранфорд» за роль Матильди Дженкінс                       |                                                                          |
| 2009 | 66-та  | • Кетрін Кінер — «Американський злочин» за роль Гертруди Баніжевські      |                                                                          |
| 2009 | 66-та  | • Ширлі Маклейн — «Коко Шанель» за роль Коко Шанель                       |                                                                          |
| 2009 | 66-та  | • Сьюзен Серендон — «Бернард і Доріс» за роль Доріс Дюк                   |                                                                          |

## 2010—2019
| Рік  | Премія | Світлини переможниць                                                                | Переможниці та номінантки                                                  |
| ---- | ------ | ----------------------------------------------------------------------------------- | -------------------------------------------------------------------------- |
| 2010 | 67-ма  |                                                                                     | • Дрю Беррімор — «Сірі сади» за роль Едіт Був'є Біл (юна)                  |
| 2010 | 67-ма  | • Джоан Аллен — «Джорджія О'Кіфф» за роль Джорджії О'Кіф                            |                                                                            |
| 2010 | 67-ма  | • Джессіка Ленґ — «Сірі сади» за роль Едіт Був'є Біл (доросла)                      |                                                                            |
| 2010 | 67-ма  | • Анна Паквін — «Хоробре серце Ірени Сендлер» за роль Ірени Сендлер                 |                                                                            |
| 2010 | 67-ма  | • Сігурні Вівер — «Молитви за Боббі» за роль Мері Гріффіт                           |                                                                            |
| 2011 | 68-ма  |                                                                                     | • Клер Дейнс — «Темпл Ґрандін» за роль Темпл Ґрандін                       |
| 2011 | 68-ма  | • Гейлі Етвел — «Стовпи Землі» за роль Аліни                                        |                                                                            |
| 2011 | 68-ма  | • Джуді Денч — «Повернення до Кранфорда» за роль Матильди Дженкінс                  |                                                                            |
| 2011 | 68-ма  | • Ромола Гарай — «Емма» за роль Емми Вудхаус                                        |                                                                            |
| 2011 | 68-ма  | • Дженніфер Лав Г'юїтт — «Список клієнтів» за роль Саманти Гортон                   |                                                                            |
| 2012 | 69-та  |                                                                                     | • Кейт Вінслет — «Мілдред Пірс» за роль Мілдред Пірс                       |
| 2012 | 69-та  | • Ромола Гарай — «Година» за роль Бел Роулі                                         |                                                                            |
| 2012 | 69-та  | • Даян Лейн — «Реаліті-шоу» за роль Пет Лауд                                        |                                                                            |
| 2012 | 69-та  | • Елізабет Макговерн — «Абатство Даунтон» за роль Кори Кроулі                       |                                                                            |
| 2012 | 69-та  | • Емілі Вотсон — «Належний дорослий» за роль Дженет Ліч                             |                                                                            |
| 2013 | 70-та  |                                                                                     | • Джуліанн Мур — «Злам» за роль Сари Пейлін                                |
| 2013 | 70-та  | • Ніколь Кідман — «Гемінґвей та Ґеллгорн» за роль Марти Ґеллгорн                    |                                                                            |
| 2013 | 70-та  | • Джессіка Ленґ — «Американська історія жаху: Притулок» за роль Джуді Мартін        |                                                                            |
| 2013 | 70-та  | • Сієна Міллер — «Дівчина» за роль Тіппі Гедрен                                     |                                                                            |
| 2013 | 70-та  | • Сігурні Вівер — «Політичні тварини» за роль Елейн Берріш                          |                                                                            |
| 2014 | 71-ша  |                                                                                     | • Елізабет Мосс — «Вершина озера» за роль Робін Гріффін                    |
| 2014 | 71-ша  | • Гелена Бонем Картер — «Бартон і Тейлор» за роль Елізабет Тейлор                   |                                                                            |
| 2014 | 71-ша  | • Ребекка Фергюсон — «Біла королева» за роль Елізабет Вудвіл                        |                                                                            |
| 2014 | 71-ша  | • Джессіка Ленґ — «Американська історія жаху: Шабаш» за роль Фіони Гуд              |                                                                            |
| 2014 | 71-ша  | • Гелен Міррен — «Філ Спектор» за роль Лінди Кенні Баден                            |                                                                            |
| 2015 | 72-га  |                                                                                     | • Меггі Джилленгол — «Шляхетна жінка» за роль Несси Штейн                  |
| 2015 | 72-га  | • Джессіка Ленґ — «Американська історія жаху: Шоу виродків» за роль Ельзи Марс      |                                                                            |
| 2015 | 72-га  | • Френсіс Мак-Дорманд — «Олівія Кіттерідж» за роль Олівії Кіттерідж                 |                                                                            |
| 2015 | 72-га  | • Френсіс О'Коннор — «Зниклий безвісти» за роль Емілі Х'юз                          |                                                                            |
| 2015 | 72-га  | • Еллісон Толман — «Фарго» за роль Моллі Солверсон                                  |                                                                            |
| 2016 | 73-тя  |                                                                                     | • Леді Ґаґа — «Американська історія жаху: Готель» за роль Елізабет Джонсон |
| 2016 | 73-тя  | • Кірстен Данст — «Фарґо» за роль Пеггі Бломквіст                                   |                                                                            |
| 2016 | 73-тя  | • Сара Гей — «Тіло та кістки» за роль Клер Роббінс                                  |                                                                            |
| 2016 | 73-тя  | • Фелісіті Гаффман — «Американський злочин» за роль Барб Хенлон                     |                                                                            |
| 2016 | 73-тя  | • Квін Латіфа — «Бессі» за роль Бессі Сміт                                          |                                                                            |
| 2017 | 74-та  |                                                                                     | • Сара Полсон — «Американська історія злочинів» за роль Марши Кларк        |
| 2017 | 74-та  | • Керрі Вашингтон — «Слухання» за роль Аніти Гілл                                   |                                                                            |
| 2017 | 74-та  | • Фелісіті Гаффман — «Американський злочин» за роль Леслі Грем                      |                                                                            |
| 2017 | 74-та  | • Райлі Кіо — «Дівчина за викликом» за роль Крістіни Рід / Челсі Рейн / Аманди Гейс |                                                                            |
| 2017 | 74-та  | • Шарлотта Ремплінґ — «Лондонський шпигун» за роль Френсіс Тернер                   |                                                                            |
| 2018 | 75-та  |                                                                                     | • Ніколь Кідман — «Велика маленька брехня» за роль Селести Райт            |
| 2018 | 75-та  | • Джессіка Біл — «Грішники» за роль Кори Таннетті                                   |                                                                            |
| 2018 | 75-та  | • Джессіка Ленґ — «Ворожнеча: Бетт і Джоан» за роль Джоан Кроуфорд                  |                                                                            |
| 2018 | 75-та  | • Сьюзен Серендон — «Ворожнеча: Бетт і Джоан» за роль Бетті Девіс                   |                                                                            |
| 2018 | 75-та  | • Різ Візерспун — «Велика маленька брехня» за роль Мадлен Марти Маккензі            |                                                                            |
| 2019 | 76-та  |                                                                                     | • Патриція Аркетт — «Втеча в Даннеморі» за роль Тіллі Мітчелл              |
| 2019 | 76-та  | • Емі Адамс — «Гострі предмети» за роль Камілли Прікер                              |                                                                            |
| 2019 | 76-та  | • Конні Бріттон — «Брудний Джон» за роль Дебри Ньюелл                               |                                                                            |
| 2019 | 76-та  | • Лора Дерн — «Розповідь» за роль Дженніфер Фокс                                    |                                                                            |
| 2019 | 76-та  | • Реджина Кінг — «Сім секунд» за роль Латріс Батлер                                 |                                                                            |

## 2020—2029
| Рік  | Премія | Світлини переможниць                                                  | Переможниці та номінантки                                           |
| ---- | ------ | --------------------------------------------------------------------- | ------------------------------------------------------------------- |
| 2020 | 77-ма  |                                                                       | • Мішель Вільямс — «Фосс/Вердон» за роль Гвен Вердон                |
| 2020 | 77-ма  | • Кейтлен Дівер — «Неймовірне» за роль Мері Адлер                     |                                                                     |
| 2020 | 77-ма  | • Джої Кінг — «Вдавання» за роль Джипсі Роуз Бланшард                 |                                                                     |
| 2020 | 77-ма  | • Гелен Міррен — «Катерина Велика» за роль Катерини ІІ                |                                                                     |
| 2020 | 77-ма  | • Меррітт Вівер — «Неймовірне» за роль Керен Дювалл                   |                                                                     |
| 2021 | 78-ма  |                                                                       | • Аня Тейлор-Джой — «Ферзевий гамбіт» за роль Елізабет "Бет" Гармон |
| 2021 | 78-ма  | • Кейт Бланшетт — «Місіс Америка» за роль Філліс Шлафлай              |                                                                     |
| 2021 | 78-ма  | • Дейзі Едґар-Джонс — «Нормальні люди» за роль Маріанни Шерідан       |                                                                     |
| 2021 | 78-ма  | • Шіра Гаас — «Неортодоксальна» за роль Естер "Есті" Шапіро           |                                                                     |
| 2021 | 78-ма  | • Ніколь Кідман — «Знищення» за роль Грейс Фрейзер                    |                                                                     |
| 2022 | 79-та  |                                                                       | • Кейт Вінслет — «Мейр з Істтауна» за роль Мейр Шіен                |
| 2022 | 79-та  | • Джессіка Честейн — «Сцени з подружнього життя» за роль Міри Філліпс |                                                                     |
| 2022 | 79-та  | • Синтія Еріво — «Геній: Арета» за роль Арети Франклін                |                                                                     |
| 2022 | 79-та  | • Елізабет Олсен — «ВандаВіжен» за роль Ванди Максимов                |                                                                     |
| 2022 | 79-та  | • Марґарет Кволлі — «Покоївка» за роль Алекс                          |                                                                     |
| 2023 | 80-та  |                                                                       | • Аманда Сайфред — «Вибула» за роль Елізабет Голмс                  |
| 2023 | 80-та  | • Джулія Гарнер — «Вигадана Анна» за роль Анни Сорокіни               |                                                                     |
| 2023 | 80-та  | • Лілі Джеймс — «Пем і Томмі» за роль Памели Андерсон                 |                                                                     |
| 2023 | 80-та  | • Джессіка Честейн — «Джордж і Теммі» за роль Теммі Вайнетт           |                                                                     |
| 2023 | 80-та  | • Джулія Робертс — «Газлайт» за роль Марти Мітчелл                    |                                                                     |
| 2024 | 81-ша  |                                                                       | • Елі Вон — «Сварка» за роль Емі Лау                                |
| 2024 | 81-ша  | • Райлі Кіо — «Дейзі Джонс і The Sіx» за роль Дейзі Джонс             |                                                                     |
| 2024 | 81-ша  | • Брі Ларсон — «Уроки хімії» за роль Елізабет Зотт                    |                                                                     |
| 2024 | 81-ша  | • Елізабет Олсен — «Любов і смерть» за роль Кенді Монтгомері          |                                                                     |
| 2024 | 81-ша  | • Джуно Темпл — «Фарґо» за роль Дороті «Дот» Лайон                    |                                                                     |
| 2024 | 81-ша  | • Рейчел Вайс — «Зв'язані до смерті» за роль близнючок Мантл          |                                                                     |
| 2025 | 82-га  |                                                                       | • Джоді Фостер — «Справжній детектив» за роль Ліз Денверс           |
| 2025 | 82-га  | • Кейт Бланшетт — «Дисклеймер» за роль Кетрін Рейвенскрофт            |                                                                     |
| 2025 | 82-га  | • Крістін Міліоті — «Пінгвін» за роль Софії Фальконе                  |                                                                     |
| 2025 | 82-га  | • Софія Вергара — «Гризельда» за роль Гризельди Бланко                |                                                                     |
| 2025 | 82-га  | • Наомі Воттс — «Ворожнеча» за роль Бейб Пейлі                        |                                                                     |
| 2025 | 82-га  | • Кейт Вінслет — «Режим» за роль Олени Вернхем                        |                                                                     |